# Адомнан
Адомнан (ірл. Adomnán) — Адамнан, святий Адомнан, Адомнан Йонський (627, Донегол — 704, Йона) — ірландський та шотландський церковний діяч, абат Йони (679—704), ірландський історик, письменник, поет, богослов, державний діяч, гуманіст. Християнський святий.

## Біографія
Народився в 623/624, чи 627/628 років — про рік його народження єдиної думки в науковців немає — на південному заході нинішнього графства Донегол (ірл. Donegal, Dún na nGall) — Ірландія. Пішов монахом у монастир Друїм Туамма (ірл. Druim Tuamma). Потім переїхав в іншу обитель — в монастир на острові Йона, що біля берегів нинішньої Шотландії. Тоді острів Йона входив до складу ірландського королівства Дал Ріада. В ті часи монастир Йона був центром християнства всіх Британських островів. Коли Адомнан приїхав на Йону очолював монастир ігумен Сегене (ірл. Ségéne) (622—652). Тут Адомнан оволодів в досконалості латинською та грецькою мовами, вивчав Святе Письмо. Після смерті ігумена Файбла (ірл. Failbe), Адомнан був обраний ігуменом — дев'ятим після святого Колумби — засновника монастиря на острові Йона. Залишив опис великої спустошливої епідемії, що відбулася на Британських островах у 664 році.

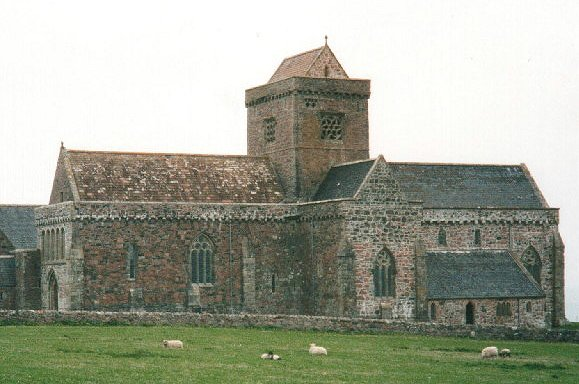
Абатство на острові Йона

У цей час на острові Йона жив Альфрід (англ.-сакс. Aldfrith/Aldfrid) — позашлюбний син короля Осві Нортумбрійського, що був вигнаний своїм молодшим братом Егфрідом (англ.-сакс. Ecgfrith/Ecgfrid). Альфрід став учнем Адомнана. Коли у 685 році Егфрід загинув у поході на піктів, Адомнан благословив Альфріда, що повернувся на батьківщину і зайняв королівський престол. У 686 році Адамнан відвідав короля Альфріда і попросив відпустити 60 ірландців, що перебували в полоні і повернувся зі звільненими бранцями на острів Йона.
Пізніше Адомнан не одноразово відвідував англо-саксонські королівства Британії. У 688 році він востаннє відвідав Альфріда і подарував йому свою книгу «Про святі місця». У той же час, за свідченнями Беди Високоповажного, він відвідав кілька англійських монастирів і під впливом Чолфріда Віртмунського прийняв Римську пасхалію (в той час в Ірландії була своя, так звана Ірландська пасхалія). Монахи острова Йони відмовились змінювати ірландські звичаї святкувати релігійні свята, Адомнан покинув Йону і вирушив в Ірландію в 692 році, де вперто переконував ірландських монахів змінити кельтські правила на римські.
У 697 році він змусив верховного короля Ірландії Лоїнгсеха мак Енгуссо прийняти «Закон про немовлят» який був потім узгоджений з церквою на синоді в Біррі. В історію цей закон ввійшов як «Канони Адомнайна» (ірл. Cáin Adomnáin). У цьому законі діти, жінки і священики звільнялися від участі у війні, їх не можна було залучати до бойових дій, не можна було розглядати як супротивника під час війни, вони не могли бути полоненими, гарантувалася недоторканість дітей, жінок і священиків у випадку війни. Ці закони ще відомі як «закони невинних» (lex innocentium) — вони стали першими в історії не тільки в Європі, але і в світі, що захищали ці категорії людей у випадку війни і були прикладом небаченого в ті жорстокі часи гуманізму.
Останні роки життя Адомнан провів в Ірландії, а в 704 році повернувся на Йону, де і помер 23 вересня.

## Праці
Найважливішою працею Адомнана вважається книга «Житіє Колумби» (лат. Vita Columbae), що була написана між 692 та 697 роками. Житіє засновника Йонського монастиря є важливим пам'ятником ранньосередньовічної ірландської та шотландської літератури. Також він є автором книги «Про святі місця» (лат. De Locis Sanctis), матеріал для якої йому надав франкський єпископ Акульф (Arculf), що повертався зі Святої Землі, де він жив довгий час. Крім цього він написав чимало віршів ірландською мовою.